# Сингаевский, Николай Фёдорович
Сингаевский Николай Фёдорович (укр. Сингаївський Микола Федорович; 12 ноября 1936 — 22 февраля 2013) — украинский поэт, автор песни «Чорнобрывци».

## Биография
Родился 12 ноября 1936 года, в семье хлеборобов, на Полесье в небольшом селе Шатрище Коростенского района  Житомирской области.
Учась в Киевском университете, внештатно работал в редакциях различных газет. По окончании вуза работал заведующим отделом поэзии «Литературной Украины», заместителем директора Бюро пропаганды художественной литературы СПУ, заведующим отделом литературы и искусства журнала «Утро». На протяжении многих лет — главным редактором журнала «Пионерия».
Первые произведения печатались в районной газете «Советское Полесье» и в областной «Советская Житомирщина». Позже в газете появилась подборка стихов из напутственным словом Максима Рыльского.
В 1958 году увидел свет первый сборник для детей «Живой колодец». Одобрительным словом о ней отозвался Михаил Афанасьевич Стельмах. Всего выпустил более сорока книг — поэтических и прозаических. Из них — половина для детей.
В 1968 году поэтические книги «С мартом по земле», «Архипелаг» были отмечены премией имени А Бойченко. За книги «Вогневиця» и «Поступ» Сингаевский удостоен звания лауреата Республиканской комсомольской премии имени Н. Островского.
Много мелодий, написанных композиторами на стихи поэта, стали «поющими» среди людей: «Чернобрывци», «Бессмертник», «Полисяночка», «В краю детства», «Солнце в ладонях», «Раздалось наше поле» и другие. Один из сборников называется «Я родом из песни» — свидетельство любви автора к этому жанру.
Умер 22 февраля 2013 года. Похоронен на Берковецком кладбище.